# 凤龙湾水库
凤龙湾水库是中国云南省昆明市寻甸回族彝族自治县境内的一座水库，位于马龙河上，建于1956年。水库正常库容为2212万立方米，集雨面积为957平方千米，海拔为1882米。